# Мальгина, Наталья Ивановна
Ната́лья Ива́новна Мальгина́ (28 августа 1887, Козьмодемьянск, Казанская губерния, Российская империя — 18 декабря 1974, Козьмодемьянск, Марийская АССР, РСФСР, СССР) — русский советский педагог. Учительница школ Козьмодемьянска и Горномарийского района Марий Эл (1907—1956). Заслуженный учитель школы РСФСР (1954). Кавалер ордена Ленина (1949).

## Биография
Родилась 28 августа 1887 года в Козьмодемьянске ныне Республики Марий Эл.
На протяжении всей жизни занималась педагогической деятельностью. В 1907—1920 годах преподавала в начальных классах д. Рутка Козьмодемьянского уезда Казанской губернии. Затем учительствовала в школах Козьмодемьянска: в 1921—1924 годах — в Юркинской начальной школе, в 1924—1941 годах — в начальной школе № 3, в 1941—1944 годах — в 7-летней имени 15-летия Марийской автономной области, в 1944—1956 годах  — в неполной средней школе № 1 Козьмодемьянска.
В 1954 году ей присвоено почётное звание «Заслуженный учитель школы РСФСР». Награждена орденами Ленина, Трудового Красного Знамени, медалями и Почётной грамотой Президиума Верховного Совета Марийской АССР.
Ушла из жизни 18 декабря 1974 года в Козьмодемьянске, похоронена там же.  

## Признание
- Заслуженный учитель школы РСФСР (1954)[1][2][3]
- Заслуженный учитель школы Марийской АССР (1944)[1][2]
- Орден Ленина (1949)[1][2]
- Орден Трудового Красного Знамени (1944)[1][2]
- Юбилейная медаль «За доблестный труд. В ознаменование 100-летия со дня рождения Владимира Ильича Ленина» (1970)
- Почётная грамота Президиума Верховного Совета Марийской АССР (1941)[1][2]